# Setge de Lindos

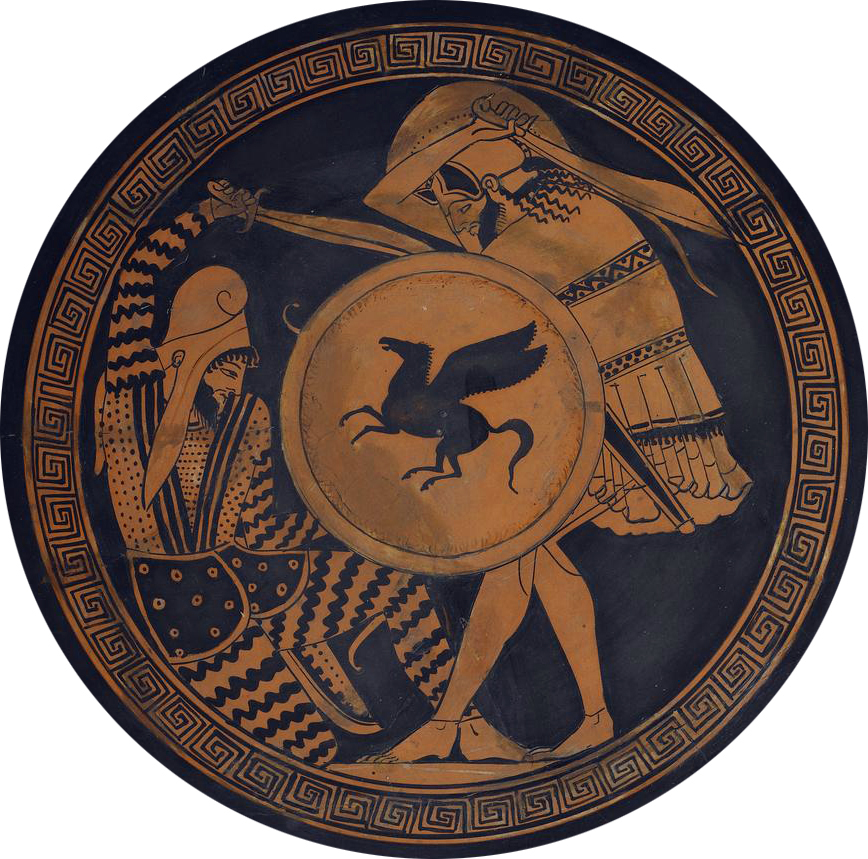
Un grec i un persa lluiten, en una imatge del segle V aC.

El setge de Lindos va ser el principi del primer intent dels perses d'envair Grècia, en el marc de les guerres mèdiques. L'exèrcit persa, liderat per Datis, va sortir de Cilícia per intentar sotmetre Lindos, a l'Illa de Rodes (Grècia), probablement cap al 490 aC.

## Antecedents

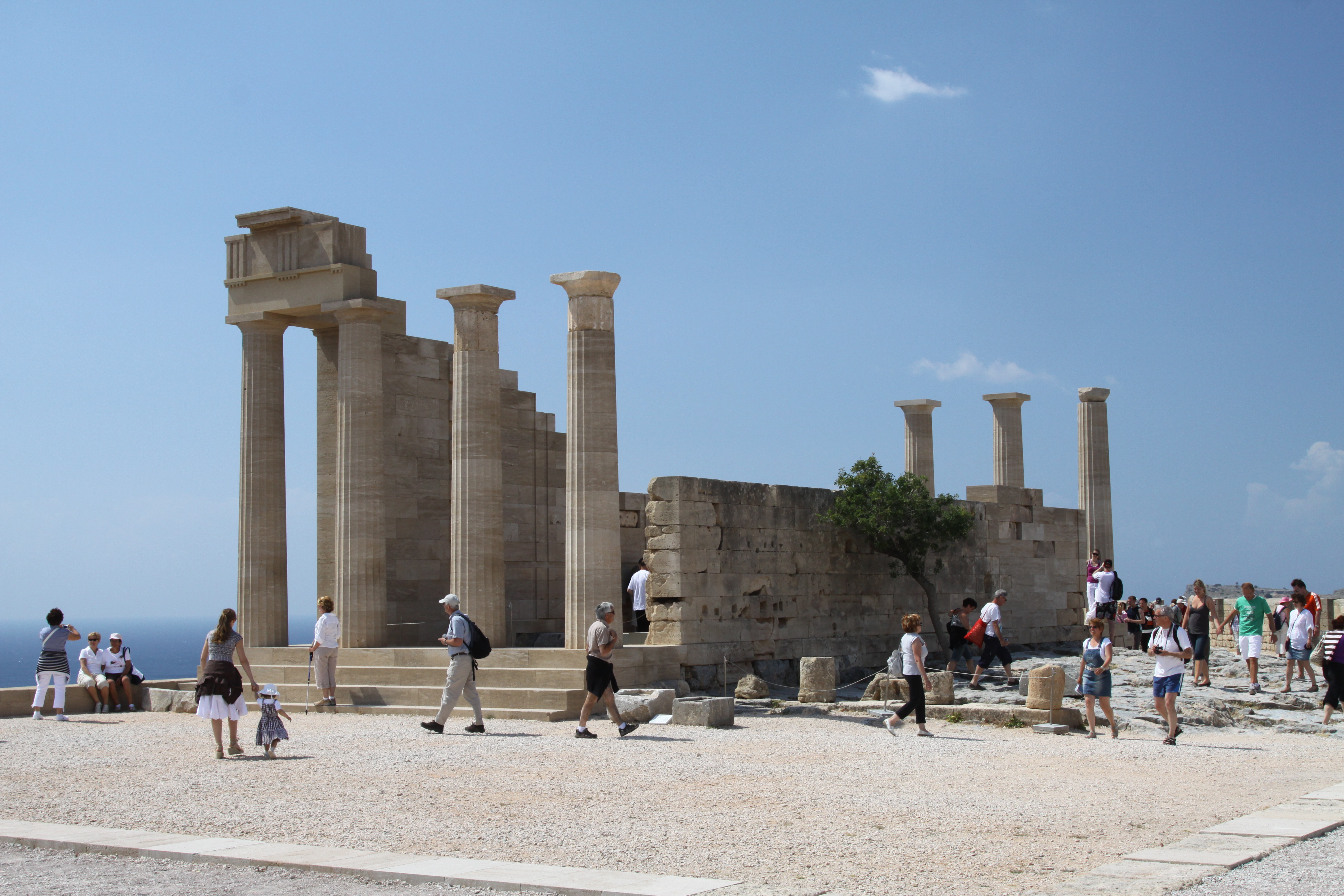
Temple d'Atenea a Lindos

Aprofitant el caos que en aquell moment hi havia a Esparta, que va deixar Atenes totalment aïllada, Darios I el Gran va decidir posar en marxa una expedició amfíbia per castigar Atenes i Erètria. Un exèrcit es va preparar a Susa, i va marxar a Cilícia, on hi havia una flota a punt. El comandament de l'expedició va ser per a Datis i Artafernes, fill del sàtrapa Astafernes.

## El setge
En les fonts primàries alguns dels personatges apareixen mitificats, com també passa a la batalla de Marató. Segons la Crònica de Lindos els rodis es van reunir a l'Acròpolis i es van resistir a l'exèrcit persa comandat per Datis mentre van tenir prou aigua. Llavors van decidir lliurar la ciutat als perses, però la deessa Atena va aparèixer i els va demanar que esperessin mentre demanava a Zeus que els portés aigua. Els rodis van demanar a Datis d'esperar uns dies fins que Atena tornés, i si no ho feia es rendirien. Inesperadament va començar a ploure i Datis, incrèdul al principi amb la història d'Atena, va ordenar als perses marxar de l'illa després de veure que els grecs estaven protegits per una deessa.

## Conseqüències
Després del setge frustrat a Lindos, la flota va anar cap al nord, a través de la costa jònica, en direcció a Samos, abans de girar bruscament cap a l'oest al Mar Egeu. Després la flota va passar pel costat de Naxos, per tal de castigar els naxis per la seva resistència a la fallida expedició que els perses havien fet una dècada abans. Molts dels habitants van fugir a les muntanyes; i aquells capturats pels perses foren esclavitzats. Després els perses van cremar la ciutat i els temples dels Naxians.

Virant la ruta, la flota persa es va acostar a Delos, obligant als habitants de l'illa a fugir de casa seva. Havent demostrat el seu poder a Naxos, la intenció de Datis era mostrar clemència per les altres illes, si es deixaven sotmetre per ell. Per això va enviar un missatge als Delians, proclamant: 
| «                                         | Sants homes, ¿per què heu de fugir, i jutjar malament les meves intencions? És el meu propi desig, i l'ordre del rei per a mi, no fer mal a la terra on van néixer els dos déus, ni a la pròpia terra ni a seus habitants. Així que torneu a les vostres cases i quedeu-vos a la vostra illa | » |
| — Datis, Missatge pels habitants de Delos | |   |

A continuació Datis va cremar 300 talents d'encens a l'altar d'Apol·lo a Delos, per mostrar el seu respecte per un dels déus de l'illa. Després la flota va seguir el seu camí cap a la resta de l'Egeu de camí cap a Erètria, prenent ostatges i tropes de cada illa. Finalment els perses van arribar a l'extrem sud d'Eubea, a Carist, on els seus ciutadans es van negar a lliurar ostatges. Per això foren assetjats i les seves terres devastades, fins que també foren sotmesos.
Les forces militars van seguir navegant per Eubea cap al primer objectiu important: Eretria. Segons Heròdot, els Eretrians estaven dividits entre si pel que fa a com havien d'actuar davant l'arribada dels perses, si havien de fugir a les terres altes, resistien el setge o es sotmetien als perses. En qualsevol cas, la decisió majoritària era romandre a la ciutat. Els eretrians en cap moment van plantar cara als perses, sinó que els van esperar dins les parets de la ciutat. L'assetjament va durar sis dies i hi va haver pèrdues en ambdós costats; no obstant això, el setè dia dos eretrians representatius, van obrir les portes en un acte de traïció lliurant la ciutat als perses. La ciutat va ser arrasada, i els temples i santuaris saquejats i cremats. A més, d'acord amb les ordres de Darios, els perses van esclavitzar a tota la gent del poble que quedava.
La flota es va dirigir cap al sud per la costa de l'Àtica, desembarcant a la badia de Marató. La batalla de Marató seria la culminació del primer intent fallit del rei Darios I de Pèrsia de conquerir la resta dels grecs i afegir-los a l'Imperi Aquemènida, assegurant així la regió més feble de la seva frontera occidental.

## Exèrcit persa

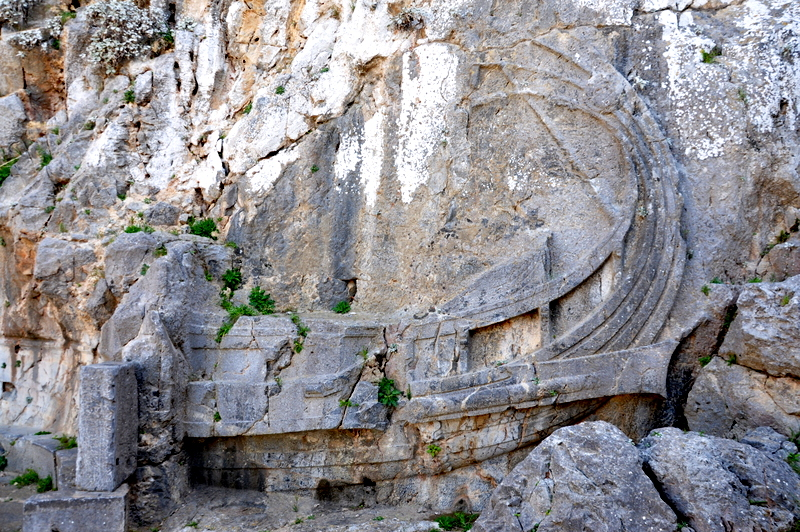
Un trirrem, el tipus d'embarcació amb la que arribaren els perses, esculpit a l'Illa de Rodes.

Segons Heròdot, la flota enviada per Darios I el Gran estava formada per 600 trirrems. No hi ha cap indicació en les fonts històriques sobre quants vaixells els acompanyaven, si n'hi havia. Heròdot afirma que 3.000 vaixells de transport van acompanyar els 1.207 trirrrems durant la Segona invasió persa a Grècia de Xerxes I de Pèrsia el 480 aC. Entre els historiadors moderns, diversos accepten que aquest nombre de vaixells és raonable, i això suggereix que o bé el nombre de 600 és la suma dels trirrems i els vaixells de transport, o bé s'han de sumar els vaixells de transport als 600 trirrems.
Heròdot no fa estimacions de l'envergadura de l'exèrcit persa, només es limita a dir que formaven "una gran infanteria ben preparada". Entre altres fonts antigues, el poeta Simònides de Ceos, gairebé contemporani, explica que les forces per a la batalla eren de 200,000, mentre que un escriptor posterior, el romà Corneli Nepot diu que hi havia 200.000 unitats d'infanteria i 10.000 de cavalleria. Plutarc de Queronea i Pausànies, cadascú per la seva banda, diuen que n'hi havia 300.000, la mateixa xifra que l'enciclopèdia Suda; Plató and Lísies parlen de 500.000; i Justí de 600.000.
Els historiadors moderns generalment desestimen aquestes xifres perquè consideren que són exageracions. Una manera de saber el nombre de tropes és calcular el nombre de marins que portava cadascun dels 600 trirrems. Heròdot diu que cada trirrem a la Segona invasió de Grècia portava 30 mariners addicionals, a més dels probablement 14 mariners regulars. Per tant, 600 trirrems fàcilment podrien haver dut una infanteria d'entre 18.000 i 26.000 persones. Així, es pot concloure que la infanteria persa estava formada per entre 18.000 i 100.000 persones. No obstant això, el consens és d'uns 25.0000.
La infanteria persa utilitzada en la invasió va ser probablement un grup heterogeni amb gent de diverses parts de l'imperi. No obstant això, segons Heròdot, hi havia unitat pel que fa al tipus d'armadura i l'estil de lluita. En general les tropes anaven armades amb un arc, una llança curt i una espasa, portaven un escut de vímet i alguns una armilla de cuir. L'única excepció a aquest estil homogeni podrien haver estat les tropes ètniques perses, que podrien haver fet servir una cuirassa d'armadura d'escates. Alguns contingents haurien portat una armadura una mica diferent; per exemple, els saces portaven exemplars singulars. Els contingents de l'elit de la infanteria persa sembla que van ser els perses ètnics, els medes, els cissians i els saques; Heròdot menciona de manera específica la presència de Perses i Saques a Marató. L'estil de combat utilitzat pels perses era probablement mantenir-se al davant de l'enemic, utilitzar els seus arcs, o equivalent, per desgastar l'enemic abans de fer el cop de gràcia amb la llança i l'espasa.
Les estimacions pel que fa a la cavalleria són generalment d'entre 1.000 i 3.000 unitats. La cavalleria persa acostumava a estar formada pels perses ètinics, bactrians, medes, cissians i saques; la majoria d'ells probablement van lluitar llançant-se com míssils aprofitant el pes dels cavalls, i duent armes lleugeres. La flota segur que comptava amb una proporció de vaixells de transport, ja que la cavalleria segur que va arribar amb vaixell. Si bé Heròdot diu que la cavalleria va arribar amb els trirrems, és poc probable perquè no hi cabrien. Lazenby estima que van fer falta entre 30 i 40 embarcacions de transport per portar les 1.000 unitats de cavalleria.